# Tepuihyla celsae
Tepuihyla luteolabris là một loài ếch thuộc họ Nhái bén.
Đây là loài đặc hữu của Venezuela.
Môi trường sống tự nhiên của chúng là vùng núi ẩm nhiệt đới hoặc cận nhiệt đới, sông ngòi, và đầm nước ngọt có nước theo mùa.
Chúng hiện đang bị đe dọa vì mất môi trường sống.